# 津島七切型
津島七切型（つしまななきりがた）は、尾張地方広域に分布する山車の形式「名古屋型」の一つで、主に愛知県津島市にみられる山車形式。単に「津島型」と呼ぶ場合もある。

## 概要
津島の七切（ななきり）地区にある津島神社末社「市神社（いちがみしゃ）」の祭礼（旧暦8月15日）に江戸時代中期から登場する。これが同じ津島神社の摂社・末社の祭礼など周辺の地区に波及し、現在は「尾張津島秋まつり」に登場する山車のひとつとして認識されている。
尾張地方の山車のなかでも小型の部類で、軽く小回りの利く山車となっている。この特徴から、巡行時に山車の前方を持ち上げて方向転換させる技法「車切（しゃぎり）」が、津島では何十回も回転させて方向転換させる技法となっており、祭礼の見どころとなっている。